# Clusterfuck '94
Clusterfuck '94 est un album compilation de musique rock. Il a été commercialisé, en 1994 par Amphetamine Reptile Records aux États-Unis (format CD et 33 tours, catalogue : AmRep 025) et en Europe (format CD uniquement, catalogue ARRC 48/318).

## Titres
1. Guzzard - Steeples
2. Guzzard - Go Carting
3. Guzzard - Glued
4. Guzzard - Last (CD only)
5. Today Is The Day - Hands and Knees
6. Today Is The Day - Pipedream Zero
7. Today Is The Day - Come on Down and Get Saved
8. Today Is The Day - 6 Dementia Satyr (CD only)
9. Chokebore - 29 Mile Wind
10. Chokebore - Now I Crawl
11. Chokebore - Throats
12. Chokebore - Line Crush (CD only)

## Commentaires
Cette compilation regroupe trois groupes du label Amphetamine Reptile Records, Guzzard, Today is the Day et Chokebore. Les versions 33 tours et CD de cet album sont différentes : dans la version 33 tours, chacun des trois groupes interprètent trois chansons, il y a donc neuf titres en tout, alors que dans la version CD, chacun des trois groupes interprètent quatre chansons, soit un total de douze titres.
Cette compilation a pour origine un 45 tours appelé simplement Clusterfuck sorti un an auparavant, avec une chanson des trois groupes présents ici.
La chanson de Chokebore Throats (disponible aussi sous le même nom Throats sur la compilation Killer Noises) existe dans la discographie propre de Chokebore sous le nom Throats to Hit. 29 Mile Wind est disponible sur le 45 tours à l'origine de cet album, Clusterfuck. Elle n'est disponible nulle part ailleurs que sur ces deux enregistrements, que ce soit dans la discographie propre de Chokebore ou dans d'autres compilations. C'est le cas aussi de la chanson Now I Crawl. La chanson Line Crush, quant à elle, est extraite de l'album de Chokebore, Motionless.